# Kočujuščij front
Kočujuščij front (Кочующий фронт) è un film del 1972 diretto da Boris Cyretarovič Chalzanov.

## Trama
Anno 1919. La Siberia è governata dall'ammiraglio Kolčak. 32 villaggi, non riconoscendo il suo potere, si unirono nella Repubblica Sovietica di Badja. Questa repubblica è diventata una forza formidabile alle spalle delle truppe bianche. È comandata dal generale partigiano rosso Pёtr Ščetinkin. Il comando dell'esercito bianco è seriamente preoccupato per le azioni dei partigiani e tenta persino di eliminare fisicamente Ščetinkin inviandogli un assassino. Ma quello viene scoperto. Quindi prepara un'operazione punitiva su larga scala contro l'intera Repubblica di Baja, coinvolgendo un gran numero di truppe, ma anche i servizi segreti rossi lo scopriranno. I partigiani, rendendosi conto della minaccia che incombe su di loro, accettano un piano audace e inaspettato per i bianchi: partire per la Mongolia e, dopo aver ricevuto l'appoggio del popolo mongolo, colpire alle spalle dell'esercito di Kolčak.